# 回転面

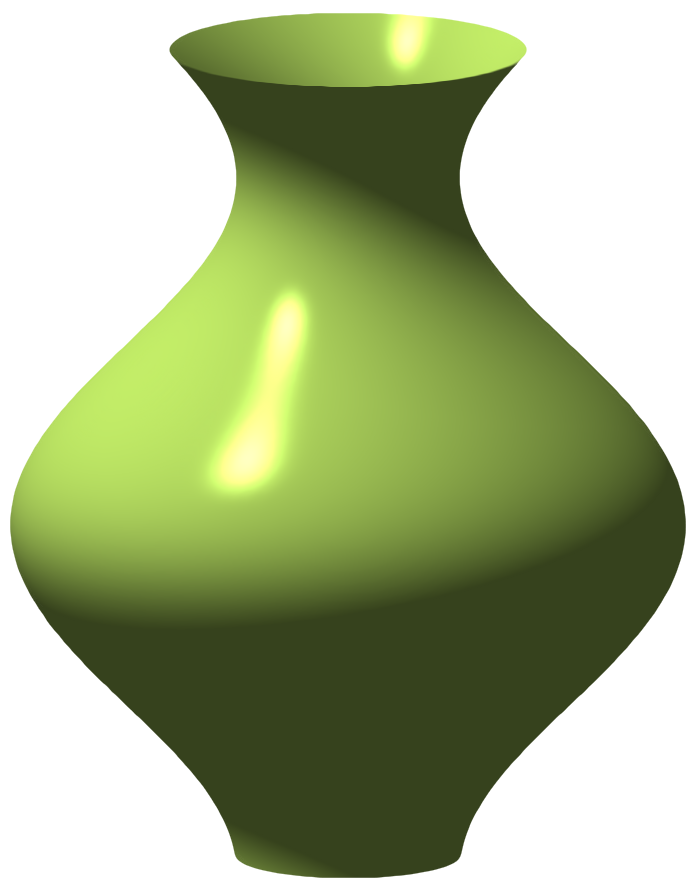
この壺は曲線 x=2+cos z を z-軸周りに回転させたものである。

ユークリッド空間における回転面あるいは回転曲面（かいてんきょくめん、英: surface of revolution）は、空間内の直線を軸 (axis) に、空間内の曲線を回転させて得られる曲面を言う。この曲線は回転曲面を生成する母曲線あるいは母線 (generatrix) と呼ぶ。
直線を母線として生成される回転面の例として、円柱面および円錐面が、母線が軸に平行か否かに従って得られる（線織面も参照）。円をその任意の直径の周りで回転することにより、もとの円を大円とする球面が生成される。円をその中心を通らない軸の周りで回転させればトーラスを得る（自己交叉を持たないならば輪環面 (ring torus) になる）。

## 性質
- 回転面の軸を通る平面で切った断面を子午断面 (meridional section) と呼ぶ。任意の子午断面はその平面内の母線と軸を決定するものと看做すことができる[2]。
- 回転面の軸に垂直な平面で切った断面は必ず円になる。
- （一葉または二葉の）双曲面および楕円放物面のいくつか特別な場合も回転面になる。これらは、軸に垂直な任意の断面が円形であるような二次曲面と同一視することができる。

## 面積公式
母曲線が媒介変数 t (a ≤ t ≤ b) を用いて (x(t), y(t)) と媒介変数表示されているとし、x(t) が両端点 a, b の間で負になることは無いとすると、回転の軸を y-軸としたときの回転面の（表）面積 Ay は積分
{\displaystyle A_{y}=2\pi \int _{a}^{b}x(t){\sqrt {{\Bigl (}{dx \over dt}{\Bigr )}^{\!2}+{\Bigl (}{dy \over dt}{\Bigr )}^{\!2}}}\,dt}
で与えられる。この公式はパップスの中心軌跡定理と同等の計算である。ここで、ピタゴラスの定理からくる量
{\displaystyle {\sqrt {{\Bigl (}{dx \over dt}{\Bigr )}^{\!2}+{\Bigl (}{dy \over dt}{\Bigr )}^{\!2}}}}
は（弧長の公式と同じく）母曲線の弧の小さな小片（線素）を表している。また量 2πx(t) は（パップスの定理で要求されるのと同様の）この線素の掃く経路（中心軌跡）の長さである。
同様に、y(t) が負になることは無いものとして x-軸を回転軸とした回転面の面積は
{\displaystyle A_{x}=2\pi \int _{a}^{b}y(t){\sqrt {{\Bigl (}{dx \over dt}{\Bigr )}^{\!2}+{\Bigl (}{dy \over dt}{\Bigr )}^{\!2}}}\,dt}
で与えられる。
上記の曲線が t = x, 即ち函数 y = f(x) (a ≤ x ≤ b) で与えられるならば、上記の x-軸周りの場合の積分は 
{\displaystyle A_{x}=2\pi \int _{a}^{b}y{\sqrt {1+{\Bigl (}{\frac {dy}{dx}}{\Bigr )}^{\!2}}}\,dx=2\pi \int _{a}^{b}f(x){\sqrt {1+(f'(x))^{2}}}\,dx}
と簡単になる。同様に y-軸周りの場合も a ≤ y ≤ b とすれば
{\displaystyle A_{y}=2\pi \int _{a}^{b}x{\sqrt {1+{\Bigl (}{\frac {dx}{dy}}{\Bigr )}^{\!2}}}\,dy}
であることが上記の公式からしたがう。
極小回転面とは、与えられた二点間を結ぶ曲線の生成する回転面であって、その表面積が最小であるようなもの（回転面であってそれ自身極小曲面となるもの）を言う。回転面に関する変分法の基本問題は、二点間を結ぶ曲線であって極小回転面を与えるものを求めることである。極小回転面は平面および懸垂面の二種類しかない。

## 回転面上の測地線
母線（経線）は常に回転面上の測地線となる。それ以外の回転面上の測地線はクレローの関係式で統制される。すなわち、経線以外の回転面上の任意の測地線の各点において、当該点から回転軸までの距離と、当該点を通る経線と当該測地線とが成す角の正弦との積は一定である。